# Пётр I (царь Болгарии)
Пётр I (умер 30 января 970) — царь Болгарии в 927—969 годах.
Второй сын царя Симеона I. В правление Петра I регулярные набеги венгров и внутренние смуты привели к ослаблению государства. В 967 году русские войска князя Святослава захватили столицу Болгарии Преслав. После поражения Пётр ушёл в монастырь, оставив трон своему старшему сыну Борису II. Умер в монастыре вскоре после отречения — 30 января 970.

## Начало правления
Новый царь получил в наследство страну, ведущую войну одновременно с венграми, хорватами и византийцами. Пётр заключил в 927 году «вечный мир» с Византией и женился на внучке императора Романа I Лакапина — Марии, принявшей второе имя Ирина. По мирному договору Византия признала императорское достоинство болгарского правителя, независимость болгарской церкви и согласилась на ежегодную дань, уступив земли, завоёванные Симеоном I.

## Восстания
Политика мира с Византией вызвала недовольство среди болгар и в 928 году под руководством Ивана (младшего брата Петра) начинается восстание, вскоре подавленное. Иван был схвачен и отправлен в ссылку в Византию. Спустя два года, в 930 году, старший брат Петра — Михаил, сбежал из монастыря и поднял ещё одно восстание.
В 933 году, после побега из болгарского плена сербского правителя Часлова Клонимировича, началось новое восстание, в результате которого Сербия обрела независимость.

## Война с Византией и Русью

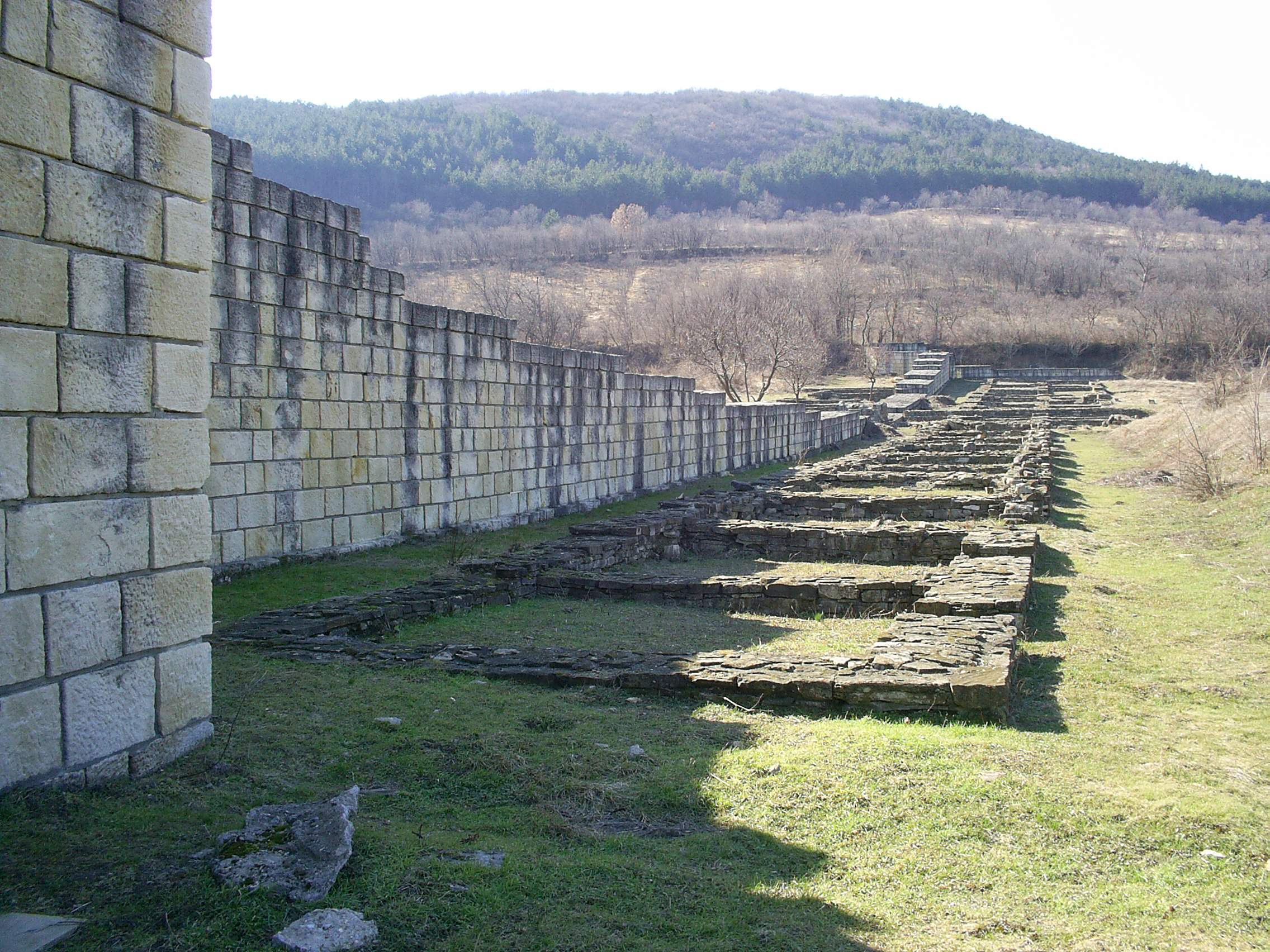
Руины города Преслав (Велики Преслав)

Отношения между Болгарией и Византией обострились после смерти царицы Ирины в середине 960-х годов. В 966 году император отказался выплачивать ежегодную дань болгарам. В 967 или 968 году Никифор Фока отправляет к Святославу посольство во главе с Калокиром. Ему было передано золото и задание привести русов на завоевание Болгарии. Калокир договорился со Святославом об антиболгарском союзе. В 967 или 968 годах Святослав вторгся в Болгарию и обосновался в Переяславце.
К 968—969 относится нападение на Киев печенегов. Принято мнение, что этот набег произошёл по наущению Византии, есть, однако, версия, что кочевников направили болгары. Святослав возвратился на защиту столицы, но, отбив печенегов, снова пришёл в Болгарию.
Вернувшись на Дунай, Святослав столкнулся с болгарским вооружённым восстанием. Из Переяславца был изгнан русский гарнизон, князю, однако удалось в конце 969 — начале 970 вновь взять город штурмом. После второго поражения царь Пётр перенёс удар и отрёкся от престола в пользу сына Бориса II, уйдя в монастырь, где и скончался 30 января 970 года.

## Религия
В правление Петра Константинополь признал независимость болгарской патриархии. Царь всячески поддерживает Болгарскую Церковь, одаривая церкви и монастыри землями и золотом. Не все поддерживали подобное рвение царя, даже среди священников появились те, кто считали что происходит излишнее обогащение церкви. Роскошь официальной церкви и тяжесть налогов привели к распространению ереси, сторонники которой призывали к отказу от мирских благ. Впоследствии это движение получило в Болгарии название — богомильство.
Царь Пётр встретился с великим болгарским святым Иоанном Рыльским. Встреча произошла издалека, то есть они видели друг друга на расстоянии. Царь Пётр послал дары Иоанну Рыльскому, состоящие из фруктов и золота. Иоанн вернул золото, ответив словами: «на что золото тому, кто ограничивает себя даже в хлебе и воде…», фрукты же принял. Святой Иоанн написал письмо царю Петру с духовными наставлениями.

### Канонизация
Святой благоверный царь Пётр канонизирован Болгарской Православной Церковью и его память совершается 30 января по старому стилю и 12 февраля по новому стилю. Царь Пётр был известен своей верой в Бога, кротостью и смирением, а также тем, что всячески поддерживал Церковь в годы своего правления. Этим наверное и можно объяснить военные неудачи царя Петра, имея в виду, что война чужда человеку старающемуся жить по Христовым заповедям.

## Итоги правления
Во время своего правления он растерял большую часть болгарских территорий, не смог противостоять сербам и мадьярам (венграм). Последние без особых помех со стороны болгар совершали набеги в 934, 943, 948 и 958 годах и вынуждали царя Петра подписать мирные договоры на своих условиях. Сначала он обязывался платить им дань, а потом обязался беспрепятственно пропускать их для набегов на Византию и не помогать империи, хотя с ней ещё действовал мирный договор.
Некоторые историки склонны объяснять такую слабость истощением болгар после непрерывных войн царя Симеона. Вряд ли такое предположение может быть истинным ввиду того, что с 927 по 967 годы царь Пётр практически не вёл тяжёлых войн, а также средневековые историки описывают, что во время его правления болгарское царство изобиловало всеми земными благами.

## Семья
| Кубера (половчанка) | Кубера (половчанка) | Кубера (половчанка) | Кубера (половчанка) | Кубера (половчанка) | Кубера (половчанка) |        |        |        |        |        |        | Симеон I правил 893—927 | Симеон I правил 893—927 | Симеон I правил 893—927 | Симеон I правил 893—927 | Симеон I правил 893—927 | Симеон I правил 893—927 |                         |                         |                         |                         |  |  | Мариам (армянка)     | Мариам (армянка)     | Мариам (армянка)     | Мариам (армянка)     | Мариам (армянка)     | Мариам (армянка)     |               |               |  |  |      |      |      |      |      |      |  |  |          |          |          |          |          |          |  |  |                  |                  |                  |                  |                  |                  |
| Кубера (половчанка) | Кубера (половчанка) | Кубера (половчанка) | Кубера (половчанка) | Кубера (половчанка) | Кубера (половчанка) |        |        |        |        |        |        | Симеон I правил 893—927 | Симеон I правил 893—927 | Симеон I правил 893—927 | Симеон I правил 893—927 | Симеон I правил 893—927 | Симеон I правил 893—927 |                         |                         |                         |                         |  |  | Мариам (армянка)     | Мариам (армянка)     | Мариам (армянка)     | Мариам (армянка)     | Мариам (армянка)     | Мариам (армянка)     |               |               |  |  |      |      |      |      |      |      |  |  |          |          |          |          |          |          |  |  |                  |                  |                  |                  |                  |                  |
|                     |                     |                     |                     |                     |                     |        |        |        |        |        |        |                         |                         |                         |                         |                         |                         |                         |                         |                         |                         |  |  |                      |                      |                      |                      |                      |                      |               |               |  |  |      |      |      |      |      |      |  |  |          |          |          |          |          |          |  |  |                  |                  |                  |                  |                  |                  |
|                     |                     |                     |                     |                     |                     |        |        |        |        |        |        |                         |                         |                         |                         |                         |                         |                         |                         |                         |                         |  |  |                      |                      |                      |                      |                      |                      |               |               |  |  |      |      |      |      |      |      |  |  |          |          |          |          |          |          |  |  |                  |                  |                  |                  |                  |                  |
|                     |                     |                     |                     |                     |                     | Михаил | Михаил | Михаил | Михаил | Михаил | Михаил |                         |                         | Пётр I правил 927—969   | Пётр I правил 927—969   | Пётр I правил 927—969   | Пётр I правил 927—969   | Пётр I правил 927—969   | Пётр I правил 927—969   |                         |                         |  |  |                      |                      | Ирина (Мария)        | Ирина (Мария)        | Ирина (Мария)        | Ирина (Мария)        | Ирина (Мария) | Ирина (Мария) |  |  | Иван | Иван | Иван | Иван | Иван | Иван |  |  | Вениамин | Вениамин | Вениамин | Вениамин | Вениамин | Вениамин |  |  | неизвестная дочь | неизвестная дочь | неизвестная дочь | неизвестная дочь | неизвестная дочь | неизвестная дочь |
|                     |                     |                     |                     |                     |                     | Михаил | Михаил | Михаил | Михаил | Михаил | Михаил |                         |                         | Пётр I правил 927—969   | Пётр I правил 927—969   | Пётр I правил 927—969   | Пётр I правил 927—969   | Пётр I правил 927—969   | Пётр I правил 927—969   |                         |                         |  |  |                      |                      | Ирина (Мария)        | Ирина (Мария)        | Ирина (Мария)        | Ирина (Мария)        | Ирина (Мария) | Ирина (Мария) |  |  | Иван | Иван | Иван | Иван | Иван | Иван |  |  | Вениамин | Вениамин | Вениамин | Вениамин | Вениамин | Вениамин |  |  | неизвестная дочь | неизвестная дочь | неизвестная дочь | неизвестная дочь | неизвестная дочь | неизвестная дочь |
|                     |                     |                     |                     |                     |                     |        |        |        |        |        |        |                         |                         |                         |                         |                         |                         |                         |                         |                         |                         |  |  |                      |                      |                      |                      |                      |                      |               |               |  |  |      |      |      |      |      |      |  |  |          |          |          |          |          |          |  |  |                  |                  |                  |                  |                  |                  |
|                     |                     |                     |                     |                     |                     |        |        |        |        |        |        |                         |                         |                         |                         |                         |                         |                         |                         |                         |                         |  |  |                      |                      |                      |                      |                      |                      |               |               |  |  |      |      |      |      |      |      |  |  |          |          |          |          |          |          |  |  |                  |                  |                  |                  |                  |                  |
|                     |                     |                     |                     |                     |                     |        |        |        |        |        |        |                         |                         |                         |                         | Борис II правил 969—977 | Борис II правил 969—977 | Борис II правил 969—977 | Борис II правил 969—977 | Борис II правил 969—977 | Борис II правил 969—977 |  |  | Роман правил 977—997 | Роман правил 977—997 | Роман правил 977—997 | Роман правил 977—997 | Роман правил 977—997 | Роман правил 977—997 |               |               |  |  |      |      |      |      |      |      |  |  |          |          |          |          |          |          |  |  |                  |                  |                  |                  |                  |                  |

Византийские хронисты говорят, что на смертном одре, но не раньше, святой царь Пётр получил пострижение в монахи. Сразу на троне болгарских правителей воцарился его сын Борис II, которой и воевал с киевскими русами. Признание титула царя Петра было прецедентом в истории Византийской империи. До сих пор никто за пределами Византийской империи ещё не удостаивался этого титула, потому что доктрина об ойкумене не признавала за правителями других стран право называться василевсом. Этот титул принял спустя несколько веков и Иван Грозный после завоевания Казанского и Астраханского ханств.

## Тексты первоисточников
- Летопись, Константин Манасия
- Обозрение историй, Иоанн Скилица
- Жизнеописание царей, Продолжатель Феофана